# Tchung-č’
Císař Tchung-č’ (čínsky pchin-jinem Tóngzhì dì, znaky 同治帝; 27. dubna 1856 – 12. ledna 1875), chrámové jméno císař Mu-cung z dynastie Čching, narozený jako Aisin-Gioro Caj-čchun, byl devátým císařem dynastie Čching. Většinu své vlády (1861–1875) stál ve stínu své matky, císařovny vdovy Cch’-si. Během tohoto období sice neměl na chod státu příliš velký vliv, ale události na pozadí jeho vlády daly za vznik neúspěšné „restauraci Tchung-č’“.

## Život
Po tomto jediném synovi císaře Sien-fenga a císařovny vdovy Cch’-si, který se dožil dospělosti, je pojmenována restaurace Tchung-č’, neúspěšná snaha obnovit prosperitu za již upadající dynastie Čching. Jeho první královské jméno bylo „Čchi-siang“ (祺祥; mandžusky Fengšengge sabingga), které bylo po jeho nástupu dle tradice změněno na Tchung-č’. Význam tohoto jména lze přeložit jako „pořádek a prosperita“ a pochází z konfuciánského učení, které tvrdí: „Existuje mnoho způsobů, jak být dobrou vládou, a všechny lze shrnout jako řád a prosperitu“.
Tchung-č’ se stal císařem ve věku pěti let po smrti svého otce, císaře Sien-fenga, jehož volba regenta Su-šun byla zamítnuta císařovnou vdovou Cch’-si a císařovnou vdovou Ci-an.

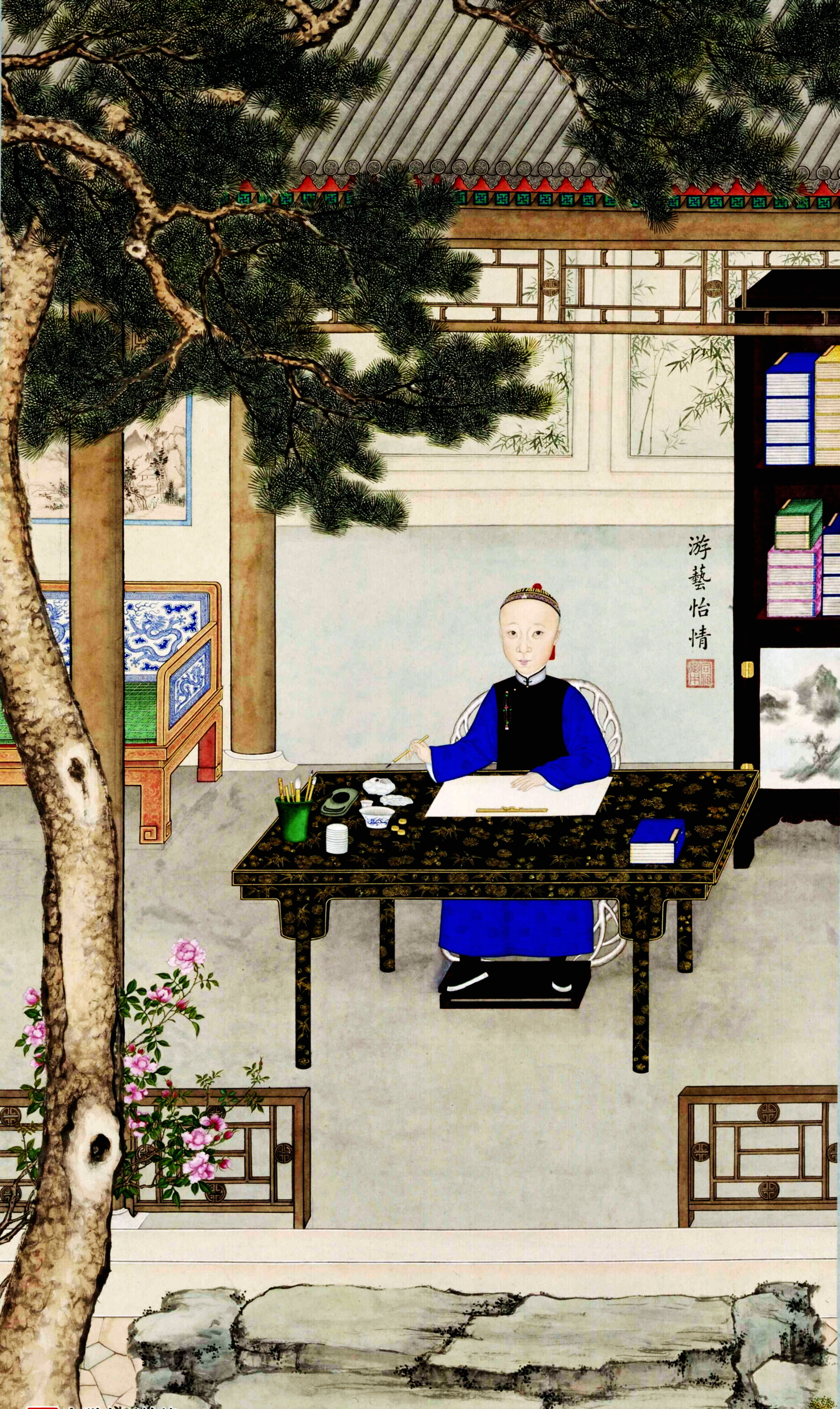
Píšící císař Tchung-č’

Naděje, že z císaře Tchung-č’ vyroste úspěšný panovník, podobně jako se stalo během vlády císaře Kchang-si (jenž nastoupil na trůn roku 1661), se nenaplnily. Z mladého císaře se vyklubal tvrdohlavý mladík, který navíc se svou matkou, císařovnou Cch’-si, nebyl spokojený.
Během podzimu roku 1872 se dospívající císař oženil s císařovnou Čchi-siang a se dvěma konkubínami. Tchung-č’ se zjevně chtěl co nejdřív chopit moci, což vyvolalo hádku u královského dvora, během níž se řešilo zrušení regentství. Nicméně obě císařovny vdovy stály pevně za svým datem, a to 23. února 1873.
Cizí mocnosti žádaly o audienci u nového císaře již den poté, co se chopil moci. Vyslanci těchto mocností ale odmítli provést rituální poklonu císaři kchou-tchou, která byla podle Cung-li ja-men, tehdejšího ministerstva zahraničních věcí, nutná dodržet. Čchingská vláda navíc nechtěla, aby se audience pořádala v prostorách Zakázaného města, a proto se nakonec uskutečnila v „Pavilonu fialového světla“, který je dnes jedním z paláců na břehu jezera západně od Zakázaného města, které je nyní součástí Čung-nan-chaj. Audience se nakonec konala 29. června 1873. Představitelům zahraničních mocností se ale nelíbilo, že byli přijeti v prostorách, kde byli přijímání vyslanci tributárních států.
Na podzim roku 1874 se císař Tchung-č’ dostal do křížku se svými ministry, mezi nimiž byli i jeho dva strýcové, princ Kung a princ Čchuen. Jednalo se především o plány císaře přestavit Starý letní palác v době, kdy byla říše v úpadku, a také o císařovo nemravné chování. Reakcí císaře bylo propuštění těchto ministrů, ale císařovny vdovy Ci-an a Cch’-si zasáhly a dosadily je zpět. V prosinci téhož roku bylo oznámeno, že císař onemocněl pravými neštovicemi, a císařovny vdovy obnovily regentství.
Zemřel 12. ledna 1875 bez mužských potomků.
Císařovna vdova jmenovala následníkem trůnu tříletého bratrance císaře Tchung-č' jménem Caj-tchien. Jednalo se o biologického syna prince Čchuena, který byl symbolicky adoptován císařem Sien-feng, aby se mohl oficiálně stát nástupcem císaře Tchung-č'. Caj-tchien získal císařské jméno Kuang-sü a císařovny Ci-an a Cch’-si se navrátily jako císařovny regentky. Císařovna Alute, manželka císaře Tchung-č', odmítla po jeho smrti jíst a zemřela sedmdesát dní poté.

## Hnutí za sebeposílení
Za inspirací tohoto hnutí stojí názor, že během války a rebélií by měla čínská obrana přijít zevnitř, neboť nadřazený člověk je posílen díky působení Nebes. Náklady na válku a povstání diktovaly dynastii Čching rázná opatření k zajištění jejího přežití. V sázce nyní bylo přežití Číny jako takové.
Snahy o sebeposilování se vyvíjely po dobu téměř dvou století. V roce 1840 císařský úředník Lin Ce-sü, ohromen silou britských válečných lodí na počátku první opiové války, byl pro přijetí námořní technologie ze Západu. Parník Nemsis kroužil kolem těžkopádných čínských válečných džunek. Někteří Číňané nejprve věřili, že tyto lodě byly poháněny mužskou silou, ale brzy přišli na výhody páry. Za tímto „sebeposílením“ stál jako první komisař Lin.
Ve smluvních přístavech byly založeny úřady pro sebeposílení, včetně arzenálů, loděnic. Byl zde přímý přístup k západním technologiím. Do roku 1860 si již většina čínských vzdělanců uvědomovala tyto obrovské změny, které do Číny přišly společně se západními mocnostmi. Tvrdily, že změna je nevyhnutelná a že je potřeba hlubších studií západních technologií. Navrženo bylo mnoho reforem Hnutí za sebeposílení, které byly neúspěšné především kvůli politickým machinacím.

## Rodina
Císařovna
- Císařovna Siao-če-i z klanu A-lu-tche (孝哲毅皇后 阿魯特氏; 25. července 1854 – 27. března 1875), osmá sestřenice
皇后..嘉順皇后

Choť
- Císařská šlechtická konzulka Šu-šen, z klanu Fu-čcha (淑慎皇貴妃 富察氏; 24. prosince 1859 – 13. dubna 1904)
慧妃→皇貴妃..敦宜皇貴妃
- Císařská šlechtická konzulka Kung-su z klanu Arute (恭肅皇貴妃 阿魯特氏; 20. září 1857 – 14. dubna 1921)
珣嬪→珣妃..珣貴妃→珣皇貴妃→莊和皇貴妃
- Císařská šlechtická konzulka Sien-če z klanu Hešeri (獻哲皇貴妃 赫舍里氏; 2. července 1856 – 3. února 1932)
瑜嬪→瑜妃..瑜貴妃→瑜皇貴妃→敬懿皇貴妃
- Císařská šlechtická konzulka Tun-chuej z klanu Sirin Gioro (敦惠皇貴妃 西林覺羅氏; 6. září 1856 – 18. května 1933)
瑨貴人→瑨嬪..瑨妃→瑨貴妃→榮惠皇貴妃

## Rodokmen
|                             |                                          |  |           |                                 |  |  |  |  |  |  |  | Císař Čchien-lung (1711–1799) |
|                             |                                          |  |           |                                 |  |  |  |  |  |  |  |                               |
|                             | Císař Ťia-čching (1760–1820)             |  |           |                                 |  |  |  |  |  |  |  |                               |
|                             |                                          |  |           |                                 |  |  |  |  |  |  |  |                               |
|                             |                                          |  |           | Císařovna Siao-jüan (1727–1775) |  |  |  |  |  |  |  |                               |
|                             |                                          |  |           |                                 |  |  |  |  |  |  |  |                               |
|                             | Císař Tao-kuang (1782–1850)              |  |           |                                 |  |  |  |  |  |  |  |                               |
|                             |                                          |  |           |                                 |  |  |  |  |  |  |  |                               |
|                             |                                          |  |           | He'erjing'e                     |  |  |  |  |  |  |  |                               |
|                             |                                          |  |           |                                 |  |  |  |  |  |  |  |                               |
|                             | Císařovna Siao-šurui (1760–1797)         |  |           |                                 |  |  |  |  |  |  |  |                               |
|                             |                                          |  |           |                                 |  |  |  |  |  |  |  |                               |
|                             |                                          |  |           | Lady Wanggiya                   |  |  |  |  |  |  |  |                               |
|                             |                                          |  |           |                                 |  |  |  |  |  |  |  |                               |
|                             | Císař Sien-feng (1831–1861)              |  |           |                                 |  |  |  |  |  |  |  |                               |
|                             |                                          |  |           |                                 |  |  |  |  |  |  |  |                               |
|                             |                                          |  |           | Mukedengbu (d. 1803)            |  |  |  |  |  |  |  |                               |
|                             |                                          |  |           |                                 |  |  |  |  |  |  |  |                               |
|                             | Jiling                                   |  |           |                                 |  |  |  |  |  |  |  |                               |
|                             |                                          |  |           |                                 |  |  |  |  |  |  |  |                               |
|                             |                                          |  |           |                                 |  |  |  |  |  |  |  |                               |
|                             |                                          |  |           |                                 |  |  |  |  |  |  |  |                               |
|                             | Císařovna Siao-čchüan-čcheng (1808–1840) |  |           |                                 |  |  |  |  |  |  |  |                               |
|                             |                                          |  |           |                                 |  |  |  |  |  |  |  |                               |
|                             |                                          |  |           | Sien-feng                       |  |  |  |  |  |  |  |                               |
|                             |                                          |  |           |                                 |  |  |  |  |  |  |  |                               |
|                             | Lady Uya                                 |  |           |                                 |  |  |  |  |  |  |  |                               |
|                             |                                          |  |           |                                 |  |  |  |  |  |  |  |                               |
|                             |                                          |  |           | Cch’-si                         |  |  |  |  |  |  |  |                               |
|                             |                                          |  |           |                                 |  |  |  |  |  |  |  |                               |
| Císař Tchung-č´ (1856–1875) |                                          |  |           |                                 |  |  |  |  |  |  |  |                               |
|                             |                                          |  |           |                                 |  |  |  |  |  |  |  |                               |
|                             |                                          |  | Džilang'a |                                 |  |  |  |  |  |  |  |                               |
|                             |                                          |  |           |                                 |  |  |  |  |  |  |  |                               |
|                             | Ťing-ruej                                |  |           |                                 |  |  |  |  |  |  |  |                               |
|                             |                                          |  |           |                                 |  |  |  |  |  |  |  |                               |
|                             |                                          |  |           | Lady Aisin Gioro                |  |  |  |  |  |  |  |                               |
|                             |                                          |  |           |                                 |  |  |  |  |  |  |  |                               |
|                             | Chuej-šeng (1805–1853)                   |  |           |                                 |  |  |  |  |  |  |  |                               |
|                             |                                          |  |           |                                 |  |  |  |  |  |  |  |                               |
|                             |                                          |  |           | Sien-feng                       |  |  |  |  |  |  |  |                               |
|                             |                                          |  |           |                                 |  |  |  |  |  |  |  |                               |
|                             | Ťing-ruej                                |  |           |                                 |  |  |  |  |  |  |  |                               |
|                             |                                          |  |           |                                 |  |  |  |  |  |  |  |                               |
|                             |                                          |  |           | Cch’-si                         |  |  |  |  |  |  |  |                               |
|                             |                                          |  |           |                                 |  |  |  |  |  |  |  |                               |
|                             | císařovna Siao-čchin-sian (1835–1908)    |  |           |                                 |  |  |  |  |  |  |  |                               |
|                             |                                          |  |           |                                 |  |  |  |  |  |  |  |                               |
|                             |                                          |  |           | Tao-kuang                       |  |  |  |  |  |  |  |                               |
|                             |                                          |  |           |                                 |  |  |  |  |  |  |  |                               |
|                             | Chuej-sian                               |  |           |                                 |  |  |  |  |  |  |  |                               |
|                             |                                          |  |           |                                 |  |  |  |  |  |  |  |                               |
|                             |                                          |  |           | Empress Xiaoquancheng           |  |  |  |  |  |  |  |                               |
|                             |                                          |  |           |                                 |  |  |  |  |  |  |  |                               |
|                             | Lady Fuca                                |  |           |                                 |  |  |  |  |  |  |  |                               |
|                             |                                          |  |           |                                 |  |  |  |  |  |  |  |                               |
|                             |                                          |  |           | Yehenara Huizheng               |  |  |  |  |  |  |  |                               |
|                             |                                          |  |           |                                 |  |  |  |  |  |  |  |                               |
|                             | Cch’-si                                  |  |           |                                 |  |  |  |  |  |  |  |                               |
|                             |                                          |  |           |                                 |  |  |  |  |  |  |  |                               |
|                             |                                          |  |           |                                 |  |  |  |  |  |  |  |                               |
|                             |                                          |  |           |                                 |  |  |  |  |  |  |  |                               |